# Континуум (математика)
Континуум, као математички концепт, може имати више различитих облика. У геометрији је то права линија, у анализи скуп реалних бројева, у теорији скупова партитивни скуп природних бројева или скуп свих бесконачних низова нула и јединица.
Сумарно, постоји шест концепата континуума: (i) Еуклидов, (ii) Канторов, (iii) Дедекиндов, (iv) Хилбертов, (v) скуп свих путева комплетног бинарног дрвета, (vi) скуп свих поскупова скупа природних бројева.
У овом чланку ћемо се посветити само Канторов концепту континуума. Кантор дефинише континуум као скуп свих реалних бројева {\displaystyle \mathbb {R} } као јединствено уређено поље у коме сваки непразан скуп има најмању горњу границу. Основно својство континуума је непребројивост.
Кардиналност скупа свих реалних бројева, у ознаци {\displaystyle {\mathfrak {c}}}, је већа од најмање бесконачности, тј. кардиналности скупа природних бројева {\displaystyle \mathbb {N} } тј. {\displaystyle \aleph _{0}}. С друге стране, {\displaystyle {\mathfrak {c}}=2^{\aleph _{0}}}, тј. кардинални број скупа свих реалних бројева је једнак кардиналном броју партитивног скупа скупа природних бројева {\displaystyle {\mathcal {P}}(\mathbb {N} )}.